# Morpholeria hiemalis
Morpholeria hiemalis är en tvåvingeart som beskrevs av Gorodkov 1964. Morpholeria hiemalis ingår i släktet Morpholeria och familjen myllflugor. Inga underarter finns listade i Catalogue of Life.